# Wayne McCullough
Wayne McCullough (Hockley, 22 giugno 1994) è un cestista statunitense.